# 1514
Il 1514 (MDXIV in numeri romani) è un anno  del XVI secolo.

## Eventi
- Alberto di Hohenzollern cumula tre vescovadi (Magdeburgo, Halberstadt e Magonza) e il monopolio della vendita delle indulgenze in questi territori: ciò suscita grande scandalo.

## Nati

### Gennaio
- 27 gennaio - Bernardino Maffei, cardinale e arcivescovo cattolico italiano († 1553)

### Febbraio
- 8 febbraio - Daniele Barbaro, patriarca cattolico e umanista italiano († 1570)
- 10 febbraio - Domenico Bollani, politico e vescovo cattolico italiano († 1579)
- 16 febbraio - Georg Joachim Rheticus, matematico e astronomo austriaco († 1574)
- 22 febbraio - Tahmasp I, sovrano persiano († 1576)
- 25 febbraio - Ottone di Waldburg, cardinale e vescovo cattolico tedesco († 1573)

### Marzo
- 8 marzo - Amago Haruhisa, militare giapponese († 1561)
- 21 marzo - Maurizio Pietra, vescovo cattolico italiano († 1576)
- 22 marzo - Lorenzino de' Medici, politico, scrittore e drammaturgo italiano († 1548)

### Aprile
- 2 aprile - Guidobaldo II della Rovere, nobile e condottiero italiano († 1574)
- 7 aprile - Joachim I von Alvensleben, politico tedesco († 1588)

### Maggio
- 3 maggio - Bartolomeo Fernandes, arcivescovo cattolico portoghese († 1590)
- 28 maggio - Shimazu Takahisa, militare giapponese († 1571)

### Giugno
- 16 giugno - John Cheke, politico inglese († 1557)

### Luglio
- 2 luglio - Antonio Trivulzio, cardinale e vescovo cattolico italiano († 1559)
- 8 luglio - Cyprián Karásek Lvovický, astronomo, matematico e astrologo boemo († 1574)
- 31 luglio - Ascanio della Corgna, nobile e condottiero italiano († 1571)

### Agosto
- 4 agosto - Jacopo Guidi, vescovo cattolico e teologo italiano († 1588)
- 24 agosto - Maria Bartolomea Bagnesi, religiosa italiana († 1577)
- 29 agosto - García Álvarez de Toledo y Osorio, militare, politico e nobile spagnolo († 1577)

### Settembre
- 4 settembre - Piero Machiavelli, militare, avventuriero e marinaio italiano († 1564)
- 12 settembre - Filippo di Meclemburgo, duca († 1557)
- 20 settembre - Filippo IV di Hanau-Lichtenberg,  tedesco († 1590)
- 24 settembre - Prospero Santacroce, cardinale italiano († 1589)

### Novembre
- 29 novembre - Andreas Musculus, teologo tedesco († 1581)

### Dicembre
- 21 dicembre - Alessandro Bon, nobile († 1566)
- 31 dicembre - Andrea Vesalio, anatomista e medico fiammingo († 1564)

### Senza giorno specificato
- Francesco II de Tassis, nobile († 1543)
- Akao Kiyotsuna, militare giapponese († 1573)
- Andō Kiyosue, militare giapponese († 1553)
- Giovanni Anguissola, condottiero italiano († 1578)
- Andreas Aurifaber, medico tedesco († 1559)
- Isabella di Braganza, nobile portoghese († 1576)
- Peter Carew, avventuriero, militare e politico britannico († 1575)
- Diego Centeno, militare spagnolo († 1549)
- Juan de la Cerda, nobile spagnolo († 1575)
- Alessandro Crivelli, cardinale e vescovo cattolico italiano († 1574)
- Giovanni Andrea Dalla Croce, chirurgo, medico e anatomista italiano († 1574)
- Philibert Delorme, architetto francese († 1570)
- Gasparo Duiffopruggar, liutaio tedesco († 1571)
- George Gordon, IV conte di Huntly, nobile scozzese († 1562)
- Claude Goudimel, compositore, editore e teorico della musica francese († 1572)
- Leonhard IV von Harrach-Rohrau, politico austriaco († 1590)
- Francis Hastings, II conte di Huntingdon, nobile inglese († 1561)
- Kiso Yoshiyasu, militare giapponese († 1579)
- Francis Knollys, nobile inglese († 1596)
- Antonio Lorenzini, vescovo cattolico italiano († 1577)
- Everardo Mercuriano, presbitero e religioso fiammingo († 1580)
- Cristóbal de Mondragón, generale spagnolo († 1596)
- Pedro Pizarro, scrittore spagnolo († 1583)
- Ippolito Salviani, medico, letterato e naturalista italiano († 1572)
- Pedro Sancho de Hoz, scrittore spagnolo († 1547)
- Guglielmo Sirleto, cardinale italiano († 1585)
- Virgil Solis, incisore, tipografo e pittore tedesco († 1562)
- Agustín de Zárate, storico spagnolo († 1560)
- Livio d'Alviano, militare e politico italiano († 1537)
- Battista del Moro, pittore e incisore italiano († 1574)
- Antonio de Guzmán Zúñiga y Sotomayor, diplomatico spagnolo († 1580)
- Cornelis Floris de Vriendt, architetto fiammingo († 1575)
- Filippo di Lannoy, principe di Sulmona, nobile e militare italiano († 1553)

## Morti
- 4 gennaio - Cesare Sforza, religioso italiano (n. 1491)
- 9 gennaio - Anna di Bretagna, sovrana (n. 1477)
- 4 marzo - Diofebo I Lupi, nobile italiano
- 11 marzo - Charlotte d'Albret, nobildonna francese (n. 1480)
- 11 aprile - Bramante, architetto e pittore italiano (n. 1444)
- 17 aprile - Giorgio Antonio Vespucci, umanista italiano (n. 1434)
- 3 maggio - Anna del Brandeburgo, principessa (n. 1487)
- 5 giugno - Giorgio Neideck, vescovo cattolico austriaco
- 23 giugno - Enrico IV di Brunswick-Lüneburg, nobile tedesco (n. 1463)
- 14 luglio - Christopher Bainbridge, cardinale inglese
- 20 luglio - György Dózsa, condottiero ungherese
- 2 agosto - Giovanni Castriota Granai, condottiero e vescovo cattolico albanese
- 15 agosto - Carlo Domenico del Carretto, cardinale e arcivescovo cattolico italiano (n. 1454)
- 7 ottobre - Bernardo Rucellai, scrittore e umanista italiano (n. 1448)
- 31 ottobre - Alessandro del Palatinato-Zweibrücken, nobile tedesco (n. 1462)
- 28 novembre - Hartmann Schedel, medico, storico e umanista tedesco (n. 1440)
- 11 dicembre - Bartolomeo Colombo, navigatore italiano (n. 1460)
- 14 dicembre - Guillaume Briçonnet, funzionario, cardinale e arcivescovo cattolico francese (n. 1445)
- 19 dicembre - Fioramonte Brognolo, religioso e diplomatico italiano
- 29 dicembre - Giovan Carlo Tramontano, conte italiano (n. 1451)
- Aynişah Sultan, principessa ottomana (n. 1463)
- Ludovico Carminati di Brembilla, nobile italiano
- Chariteo, poeta, oratore e letterato spagnolo
- Ludovico Clodio, vescovo cattolico e diplomatico italiano
- Pierre Crockaert, filosofo fiammingo
- Gevherhan Hatun, principessa ottomana (n. 1446)
- Georg Glockendon, scultore e pittore tedesco
- Camilla Marzano d'Aragona, nobile e letterata italiana
- Bartolomeo Melioli, incisore e orafo italiano (n. 1448)
- Paola Montaldi, religiosa italiana (n. 1443)
- Oddone d'Incisa, nobile (n. 1450)
- Giovanni Battista Petrucci, arcivescovo cattolico italiano
- Bartolomeo Senarega, diplomatico e storico italiano (n. 1444)
- Niccolò di Forzore Spinelli, medaglista italiano (n. 1430)
- Pietro Vaglienti, mercante e scrittore italiano (n. 1438)
- Antoine Vérard, editore francese (n. 1450)
- Badi 'al-Zaman Mirza, sovrano persiano
- Serafino da Squillace, arcivescovo cattolico italiano
- Ermes Flavio de Bonis, scultore, architetto e medaglista italiano
- Andrea di Niccolò, pittore italiano (n. 1440)

## Calendario
| Calendario 1514 | Calendario 1514 | Calendario 1514 | Calendario 1514 | Calendario 1514 | Calendario 1514 | Calendario 1514 | Calendario 1514 | Calendario 1514 | Calendario 1514 | Calendario 1514 | Calendario 1514 | Calendario 1514 | Calendario 1514 | Calendario 1514 | Calendario 1514 | Calendario 1514 | Calendario 1514 | Calendario 1514 | Calendario 1514 | Calendario 1514 | Calendario 1514 | Calendario 1514 | Calendario 1514 | Calendario 1514 | Calendario 1514 | Calendario 1514 | Calendario 1514 | Calendario 1514 | Calendario 1514 | Calendario 1514 | Calendario 1514 | Calendario 1514 |
| --------------- | --------------- | --------------- | --------------- | --------------- | --------------- | --------------- | --------------- | --------------- | --------------- | --------------- | --------------- | --------------- | --------------- | --------------- | --------------- | --------------- | --------------- | --------------- | --------------- | --------------- | --------------- | --------------- | --------------- | --------------- | --------------- | --------------- | --------------- | --------------- | --------------- | --------------- | --------------- | --------------- |
|                 | 1               | 2               | 3               | 4               | 5               | 6               | 7               | 8               | 9               | 10              | 11              | 12              | 13              | 14              | 15              | 16              | 17              | 18              | 19              | 20              | 21              | 22              | 23              | 24              | 25              | 26              | 27              | 28              | 29              | 30              | 31              |                 |
| Gennaio         | Do              | Lu              | Ma              | Me              | Gi              | Ve              | Sa              | Do              | Lu              | Ma              | Me              | Gi              | Ve              | Sa              | Do              | Lu              | Ma              | Me              | Gi              | Ve              | Sa              | Do              | Lu              | Ma              | Me              | Gi              | Ve              | Sa              | Do              | Lu              | Ma              |                 |
| Febbraio        | Me              | Gi              | Ve              | Sa              | Do              | Lu              | Ma              | Me              | Gi              | Ve              | Sa              | Do              | Lu              | Ma              | Me              | Gi              | Ve              | Sa              | Do              | Lu              | Ma              | Me              | Gi              | Ve              | Sa              | Do              | Lu              | Ma              |                 |                 |                 |                 |
| Marzo           | Me              | Gi              | Ve              | Sa              | Do              | Lu              | Ma              | Me              | Gi              | Ve              | Sa              | Do              | Lu              | Ma              | Me              | Gi              | Ve              | Sa              | Do              | Lu              | Ma              | Me              | Gi              | Ve              | Sa              | Do              | Lu              | Ma              | Me              | Gi              | Ve              |                 |
| Aprile          | Sa              | Do              | Lu              | Ma              | Me              | Gi              | Ve              | Sa              | Do              | Lu              | Ma              | Me              | Gi              | Ve              | Sa              | Do              | Lu              | Ma              | Me              | Gi              | Ve              | Sa              | Do              | Lu              | Ma              | Me              | Gi              | Ve              | Sa              | Do              |                 |                 |
| Maggio          | Lu              | Ma              | Me              | Gi              | Ve              | Sa              | Do              | Lu              | Ma              | Me              | Gi              | Ve              | Sa              | Do              | Lu              | Ma              | Me              | Gi              | Ve              | Sa              | Do              | Lu              | Ma              | Me              | Gi              | Ve              | Sa              | Do              | Lu              | Ma              | Me              |                 |
| Giugno          | Gi              | Ve              | Sa              | Do              | Lu              | Ma              | Me              | Gi              | Ve              | Sa              | Do              | Lu              | Ma              | Me              | Gi              | Ve              | Sa              | Do              | Lu              | Ma              | Me              | Gi              | Ve              | Sa              | Do              | Lu              | Ma              | Me              | Gi              | Ve              |                 |                 |
| Luglio          | Sa              | Do              | Lu              | Ma              | Me              | Gi              | Ve              | Sa              | Do              | Lu              | Ma              | Me              | Gi              | Ve              | Sa              | Do              | Lu              | Ma              | Me              | Gi              | Ve              | Sa              | Do              | Lu              | Ma              | Me              | Gi              | Ve              | Sa              | Do              | Lu              |                 |
| Agosto          | Ma              | Me              | Gi              | Ve              | Sa              | Do              | Lu              | Ma              | Me              | Gi              | Ve              | Sa              | Do              | Lu              | Ma              | Me              | Gi              | Ve              | Sa              | Do              | Lu              | Ma              | Me              | Gi              | Ve              | Sa              | Do              | Lu              | Ma              | Me              | Gi              |                 |
| Settembre       | Ve              | Sa              | Do              | Lu              | Ma              | Me              | Gi              | Ve              | Sa              | Do              | Lu              | Ma              | Me              | Gi              | Ve              | Sa              | Do              | Lu              | Ma              | Me              | Gi              | Ve              | Sa              | Do              | Lu              | Ma              | Me              | Gi              | Ve              | Sa              |                 |                 |
| Ottobre         | Do              | Lu              | Ma              | Me              | Gi              | Ve              | Sa              | Do              | Lu              | Ma              | Me              | Gi              | Ve              | Sa              | Do              | Lu              | Ma              | Me              | Gi              | Ve              | Sa              | Do              | Lu              | Ma              | Me              | Gi              | Ve              | Sa              | Do              | Lu              | Ma              |                 |
| Novembre        | Me              | Gi              | Ve              | Sa              | Do              | Lu              | Ma              | Me              | Gi              | Ve              | Sa              | Do              | Lu              | Ma              | Me              | Gi              | Ve              | Sa              | Do              | Lu              | Ma              | Me              | Gi              | Ve              | Sa              | Do              | Lu              | Ma              | Me              | Gi              |                 |                 |
| Dicembre        | Ve              | Sa              | Do              | Lu              | Ma              | Me              | Gi              | Ve              | Sa              | Do              | Lu              | Ma              | Me              | Gi              | Ve              | Sa              | Do              | Lu              | Ma              | Me              | Gi              | Ve              | Sa              | Do              | Lu              | Ma              | Me              | Gi              | Ve              | Sa              | Do              |                 |